# 图氏沙百灵属
图氏沙百灵属（学名：Eremalauda），是百灵科的一属。
属下物种有：
- 斯氏沙百灵
- 图氏沙百灵